# Dolichurus clypealis
Dolichurus clypealis är en  stekelart som beskrevs av Tsuneki in Tsuneki et al. 1992. Dolichurus clypealis ingår i släktet Dolichurus och familjen Ampulicidae. Inga underarter finns listade i Catalogue of Life.